# Werknesh Kidane
Werknesh Kidane (May Ch`ew (Tigray), 21 november 1981) is een Ethiopisch atlete, die is gespecialiseerd in de lange afstand. Ze is gespecialiseerd in het veldlopen en de 10.000 m. Bij het veldlopen behaalde ze verschillende podiumplaatsen. Ook nam ze driemaal deel aan de Olympische Spelen, maar won hierbij geen medailles.

## Biografie
In 1997 maakte Kidane haar internationale debuut bij de wereldkampioenschappen veldlopen en finishte hier als dertiende. Een jaar later won zij bij de WK veldlopen voor junioren een bronzen medaille. Deze prestatie wist ze in 1999 te verbeteren door wereldjeugdkampioene te worden in deze discipline.
Haar eerste successen bij de senioren behaalde Kidane in 2003. Ze werd Ethiopisch kampioene op de 10.000 m en wereldkampioene bij het veldlopen. Dat jaar won ze ook de Great Ethiopian Run, een hardloopwedstrijd in Addis Abeba over 10 km. In zowel 2004 als 2012 greep ze bij de Olympische Spelen net naast het podium met een vierde plek op de 10.000 m.
In 2011 debuteerde Kidane op de marathon. Haar tijd van 2:27.15 in 2011 bij de marathon van Dubai was goed voor een achtste plek. Een jaar later verbeterde ze haar persoonlijk record verder bij de Boston Marathon, maar deze tijd telt niet, omdat dit parcours van punt tot punt loopt.
Kidane is sinds 2009 getrouwd met dubbel olympisch zilverenmedaillewinnaar Gebre-egziabher Gebremariam; samen hebben zij twee kinderen. Ze is aangesloten bij Banks SC in Addis Abeba.

## Titels
- Wereldkampioene veldlopen - 2003
- Oost-Afrikaans kampioene veldlopen (korte afstand) - 2004
- Oost-Afrikaans kampioene veldlopen (lange afstand) - 2004
- Ethiopisch kampioene 10.000 m - 2003, 2005
- Wereldkampioene U20 veldlopen - 1999

## Persoonlijke records
Baan
| Onderdeel | Prestatie | Datum            | Plaats   |
| --------- | --------- | ---------------- | -------- |
| 1500 m    | 4.15,51   | 8 juli 2002      | Zagreb   |
| 3000 m    | 8.36,39   | 11 juni 2005     | New York |
| 5000 m    | 14.33,04  | 27 juni 2003     | Oslo     |
| 10.000 m  | 30.07,15  | 23 augustus 2003 | Parijs   |

Weg
| Onderdeel      | Prestatie | Datum             | Plaats       |
| -------------- | --------- | ----------------- | ------------ |
| 5 km           | 15.12     | 15 april 2012     | Boston       |
| 10 km          | 31.18     | 12 juni 2010      | New York     |
| 15 km          | 49.32     | 6 november 2011   | New York     |
| 20 km          | 1:07.35   | 13 oktober 2013   | Chicago      |
| halve marathon | 1:07.28   | 18 september 2011 | Philadelphia |
| 25 km          | 1:23.57   | 6 november 2011   | New York     |
| 30 km          | 1:40.46   | 6 november 2011   | New York     |
| marathon       | 2:27.15   | 21 januari 2011   | Dubai        |

Indoor
| Onderdeel | Prestatie | Datum         | Plaats   |
| --------- | --------- | ------------- | -------- |
| 3000 m    | 8:46.56   | 10 maart 2001 | Lissabon |

## Palmares

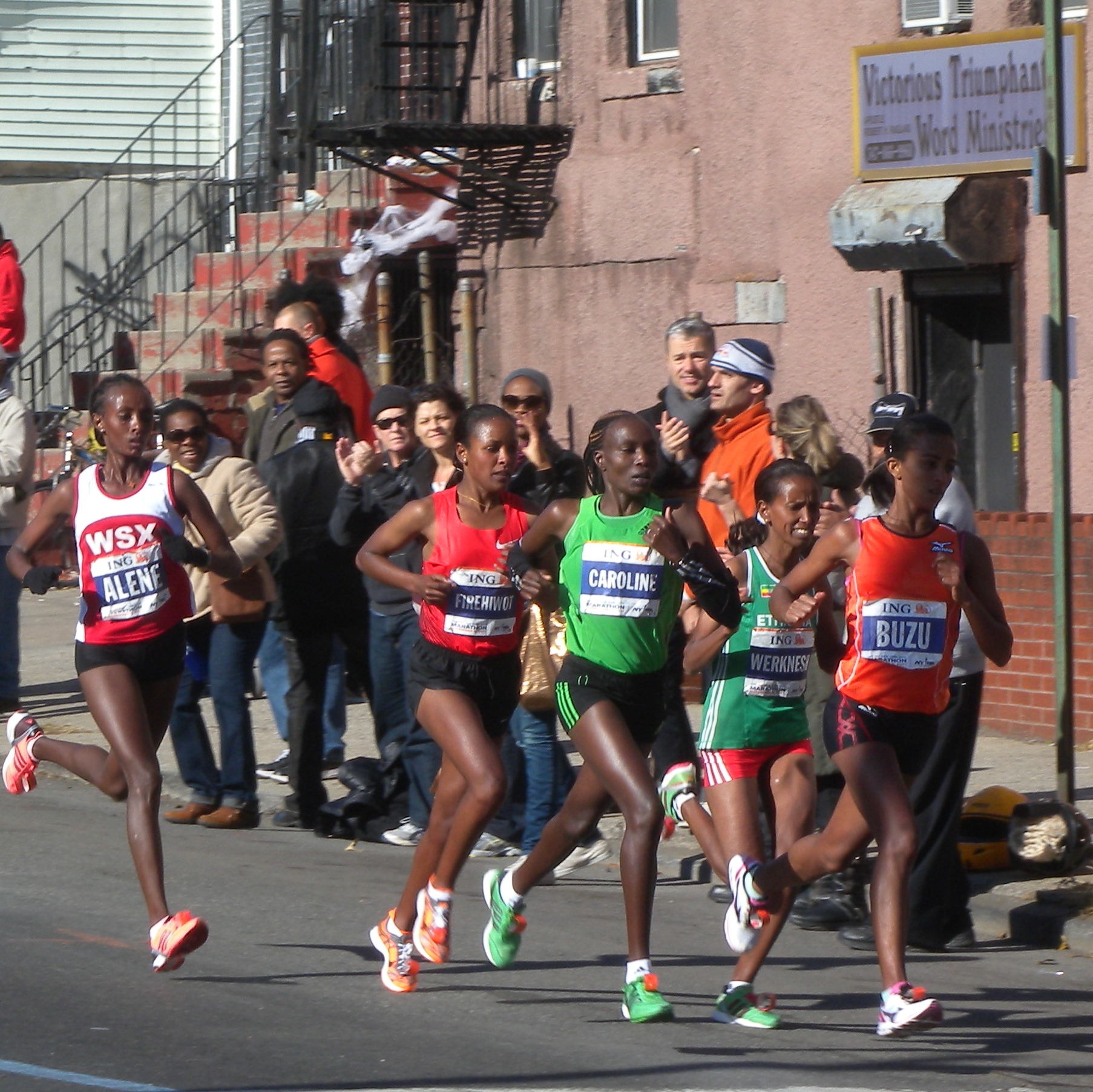
Werknesh Kidane (tweede van rechts) in 2011 tijdens de New York City Marathon.

### 3000 m
- 1998: 5e Milano International Meeting in Milaan - 9.02,40
- 1999:  Northeastern University Twilight Meet #1 in Dedham - 9.07,54
- 2000:  Kerkrade Meeting - 8.50,94
- 2001: 9e WK indoor - 8.46,56
- 2002: 9e IAAF Grand Prix Finale - 9.01,66
- 2002:  Prefontaine Classic - 8.42,57
- 2003: 4e Athletissima - 8.46,14
- 2003: 5e Meeting Gaz de France - 8.39,51
- 2005:  Grand Prix in New York - 8.36,39

### 5000 m
- 1998: 4e Kerkrade Meeting - 15.50,10
- 1998: 5e WK junioren - 15.55,18
- 1999: 5e Meeting Gaz de France - 15.24,56
- 1999: 7e in serie WK - 15.38,12
- 1999: 4e Afrikaanse Spelen - 15.51,37
- 2000:  Meeting Geants Du Nord in Villeneuve d'Ascq-Lille - 14.59,31
- 2000: 7e OS - 14.47,40
- 2001:  Ethiopische kamp. - onbekende tijd
- 2001: 11e in serie WK - 15.29,96
- 2002: 4e Japan Grand Prix in Osaka - 15.05,05
- 2002: 4e adidas Oregon Track Classic in Portland - 15.15,48
- 2002: 5e DN Galan - 15.08,60
- 2002:  ISTAF - 14.43,53
- 2003:  Bislett Games - 14.33,04
- 2003: 4e Wereldatletiekfinale - 14.58,13
- 2003:  Super Track & Field Meet in Yokohama - 15.12,19
- 2004:  Golden Gala - 14.38,05
- 2004: 5e Wereldatletiekfinale - 15.01,27
- 2005:  Ethiopische kamp. - 15.45,0
- 2012: 4e Grand Prix in New York - 15.04,65

### 10.000 m
- 2001: 5e Meeting des Geants Du Nord in Villeneuve d'Ascq - 31.43,41
- 2003:  Ethiopische kamp. - 32.52,52
- 2003:  US Track & Field Open in Palo Alto - 30.41,40
- 2003:  WK - 30.07,15
- 2003:  Afrikaanse Spelen - 32.47,35
- 2004: 4e OS - 30.28,30
- 2005:  Ethiopische kamp. - 32.50,54
- 2005:  Payton Jordan US Open in Palo Alto - 30.19,39
- 2005: 6e WK - 30.32,47
- 2009:  Stockholm Women's - 31.19,00
- 2011:  Aviva UK Trials & Championships in Birmingham - 31.08,92
- 2012: 4e Prefontaine Classic - 30.50,16
- 2012:  Aviva Olympic Trials in Birmingham - 31.28,19
- 2012: 4e OS - 30.39,38

### 5 km
- 2002:  Carlsbad - 15.20
- 2010: 4e adidas Women's Challenge in Londen - 15.35
- 2012:  Carlsbad - 15.13
- 2012:  BAA in Boston - 15.12
- 2013: 4e Carlsbad - 15.35
- 2013: 4e BAA in Boston - 15.32

### 10 km
- 1999: 5e Bolder Boulder - 33.01
- 1999:  Orange Classic in Middletown - 33.17
- 2002:  Great Ethiopian Run - 34.34
- 2003:  Great Ethiopian Run - 34.55
- 2010:  Great Manchester Run - 31.19
- 2010:  New York Mini - 31.18
- 2011:  Peachtree Road Race in Atlanta - 31.23
- 2014: 5e BAA in Boston - 32.13

### halve marathon
- 2005:  halve marathon van Virginia Beach - 1:09.48
- 2005:  Great North Run - 1:08.09
- 2009: 4e halve marathon van Praag - 1:09.59
- 2009:  halve marathon van Las Vegas - 1:10.55
- 2010:  halve marathon van Philadelphia - 1:08.31
- 2011: 5e halve marathon van New York - 1:09.32,5
- 2011:  halve marathon van Philadelphia - 1:07.26

### marathon
- 2011: 8e marathon van Dubai - 2:27.15
- 2011: 7e marathon van Boston - 2:26.15
- 2011: 13e marathon van New York - 2:33.08
- 2014: 12e marathon van Dubai - 2:29.42

### veldlopen
- 1997: 13e WK junioren in Turijn - 15.32
- 1998:  WK junioren in Marrakech - 19.34
- 1998: 4e Warandeloop - 21.18
- 1999:  WK junioren in Belfast - 21.26
- 2000: 9e WK junioren in Vilamoura - 20.52
- 2001: 5e WK korte afstand in Oostende - 15.06
- 2002:  WK korte afstand in Dublin - 13.36
- 2003:  WK lange afstand in Lausanne - 25.53
- 2003:  WK korte afstand in Avenches - 12.44
- 2004:  Oost-Afrikaanse kamp. in Addis Ababa - 28.14,44
- 2004:  Oost-Afrikaanse kamp. in Addis Ababa - 13.40,3
- 2004:  WK lange afstand in Brussel - 27.34
- 2004: 4e WK korte afstand in Brussel - 13.14
- 2005:  WK lange afstand in Saint Galmier - 26.37
- 2005:  WK korte afstand in Saint Galmier - 13.16
- 2010: 9e WK lange afstand in Bydgoszcz - 25.07